# Батыр, Менге
Менге Батыр (кит. упр. 孟克·巴特尔, пиньинь Mèngkè Bātè'ěr, монг. Мөнхбаатар; Mönkhbaatar, род. 20 ноября 1975 года) — китайский профессиональный баскетболист. По национальности — монгол. Чаще всего игрока называют Батыр — так как у многих монголов нет фамилии, его полное имя состоит из соединения двух слов — Mönkh (Вечный) и Baatar (Герой). В китайском языке его передают слогами Ба (ba) Тэ (te) и Эр (er), иногда обращаются Да Ба (Большой Ба).
В течение нескольких сезонов выступал в Национальной баскетбольной ассоциации за команды «Денвер Наггетс», «Сан-Антонио Спёрс», «Торонто Рэпторс». В составе «Спёрс» в 2003 году стал чемпионом НБА. Второй китайский игрок, попавший в команду НБА.
При росте 210 см игрок весит 132 кг. Батыр обычно играет на позиции центрового, успешно действуя под кольцом. Также является хорошим раздающим — в матче НБА против «Чикаго Буллз» 30 марта 2002 года Батыр отдал шесть результативных передач. Существенным недостатком является маленькая скорость.

## Карьера

### Выступления в Китае
В составе «Бэйцзин Дакс» в Китайской баскетбольной ассоциации игрок дебютировал в возрасте 19 лет на Азиатских играх 1994 года. Через три года, несмотря на регулярное появление в составе, был отчислен из команды «из-за проблем с дисциплиной». Такого рода проблемы возникали неоднократно в его дальнейшей карьере, когда игрок намеревался самовольно покинуть команду и вернуться на родину «повидаться с семьей».

### Путь в НБА
В 1999 году во время тренировки с национальной командой, Батыра пригласили для выступления в пре-драфтовом турнире, который проходил в Финиксе, штат Аризона, США. Однако, на турнире он выступал с выбитым коленом и не смог произвести впечатления. Также появлялся на другом пре-драфте в Тревизо, Италия.
В октябре 2001 года Батыр присоединился к тренировочному лагерю Денвер Наггетс, когда команда готовилась к новому сезону. После двух предсезонных игр от его услуг отказались, однако в апреле, в самый разгар сезона 2001/2002, после обмена Рафа Лафренца команде срочно понадобился «большой» игрок.
Бытыр отыграл оставшиеся 25 игр, в среднем набирая 5,5 очков за игру, при этом многие матчи не доигрывал из-за фолов. Так как команде не хватало центрового, в «Наггетс» Батыр выходил в стартовом составе (10 игр) и стал первым китайцем, который выходил в стартовом составе команды НБА — первый китаец в лиге, Ван Чжичжи никогда до этого не выходил в стартовой пятерке «Далласа».
Летом 2002 года Бытыр вместе с Доном Рейдом был обменян в «Детройт Пистонс», взамен команда получала Родни Уайта и возможность выбора в первом раунде на драфте на следующий год. Однако после впечатляющего выступления против сборной США на чемпионате мира 2002 года в Индианаполисе, где Батыр набрал 19 очков (а также лидировал по набранным очкам в сборной КНР в пяти из семи игр турнира), в команде, в которую был включен выбранный на драфте Яо Мин, помощник американского тренера Грегг Попович из «Сан-Антонио Спёрс» решил дать игроку шанс и выбрать его во втором раунде драфта. По окончании турнира в международном баскетболе тройка «больших» китайских игроков: Батыр, Ван Чжичжи и Яо Мин получили прозвище «ходячая Великая стена».
Хотя в сезоне он не получал постоянную практику, Батыр стал вместе с «Сан-Антонио Спёрс» чемпионом НБА сезона 2002/2003. В следующем сезоне в статусе свободного агента Батыр подписал контракт с «Торонто Рэпторс». Уже через три дня команда обменяла игрока в «Орландо Мэджик». В октябре 2004 года Батыра в тренировочный лагерь пригласил «Нью-Йорк Никс». Однако перед началом сезона 2004/2005 команда отказалась от его услуг.
После отказа «Никс» Батыр некоторое время выступал в Лиге развития НБА за команду «Хантсвилл Флайт».

### Возвращение в Китай
В середине февраля 2005 года игрок вернулся в Китайскую баскетбольную ассоциацию, в свою бывшую команду «Дакс». Несмотря на то что он отыграл в сезоне всего несколько недель, он стал MVP в Игре всех звёзд 2005.
Его команда заняла в регулярном чемпионате высокого места в Северном дивизионе, Бытыр в среднем за игру набирал 25 очков, делал 11 подборов и отдавал 5 результативных передач, однако из-за неподобающего поведения (в сезоне произошёл конфликт с судьей, Батыр заплатил самый большой в истории лиги штраф и был отстранен от игр на два матча) игрок не смог претендовать на звание MVP. За «Пекинских Уток» Батыр выступал до конца сезона 2006/2007, а затем был обменян в команду «Синьцзян».
Несколько последних лет успешно выступает в клубе «Синьцзян Флайн Тайгерс».

### Кино и телевидение
Снялся в нескольких китайских фильмах.
| Год  | Английское название    | Китайское название | Роль       | Примечания |
| ---- | ---------------------- | ------------------ | ---------- | ---------- |
| 2005 | The Blue Xanadu        | 蔚藍色的杭蓋       | Йела       |            |
| 2009 | Телохранители и убийцы | 十月圍城           | Ван Фумин  |            |
| 2010 | Here Comes Fortune     | 財神到             | Нападающий | камео      |

## Статистика

### Статистика в НБА
| Сезон                                                                                    | Команда     | Регулярный сезон | Регулярный сезон | Регулярный сезон | Регулярный сезон | Регулярный сезон | Регулярный сезон | Регулярный сезон | Регулярный сезон | Регулярный сезон | Регулярный сезон | Регулярный сезон | Серия плей-офф | Серия плей-офф | Серия плей-офф | Серия плей-офф | Серия плей-офф | Серия плей-офф | Серия плей-офф | Серия плей-офф | Серия плей-офф | Серия плей-офф | Серия плей-офф |
| Сезон                                                                                    | Команда     | GP               | GS               | MPG              | FG%              | 3P%              | FT%              | RPG              | APG              | SPG              | BPG              | PPG              | GP             | GS             | MPG            | FG%            | 3P%            | FT%            | RPG            | APG            | SPG            | BPG            | PPG            |
| ---------------------------------------------------------------------------------------- | ----------- | ---------------- | ---------------- | ---------------- | ---------------- | ---------------- | ---------------- | ---------------- | ---------------- | ---------------- | ---------------- | ---------------- | -------------- | -------------- | -------------- | -------------- | -------------- | -------------- | -------------- | -------------- | -------------- | -------------- | -------------- |
| 2001/02                                                                                  | Денвер      | 27               | 10               | 15,1             | 40,2             | 33,3             | 78,4             | 3,6              | 0,8              | 0,4              | 0,2              | 5,1              | Не участвовал  | Не участвовал  | Не участвовал  | Не участвовал  | Не участвовал  | Не участвовал  | Не участвовал  | Не участвовал  | Не участвовал  | Не участвовал  | Не участвовал  |
| 2002/03                                                                                  | Сан-Антонио | 11               | 0                | 4,0              | 23,5             | 33,3             | 0,0              | 0,9              | 0,4              | 0,0              | 0,0              | 0,8              | Не участвовал  | Не участвовал  | Не участвовал  | Не участвовал  | Не участвовал  | Не участвовал  | Не участвовал  | Не участвовал  | Не участвовал  | Не участвовал  | Не участвовал  |
| 2003/04                                                                                  | Торонто     | 7                | 0                | 5,7              | 57,1             | -                | -                | 1,1              | 0,1              | 0,1              | 0,0              | 1,1              | Не участвовал  | Не участвовал  | Не участвовал  | Не участвовал  | Не участвовал  | Не участвовал  | Не участвовал  | Не участвовал  | Не участвовал  | Не участвовал  | Не участвовал  |
|                                                                                          | Всего       | 45               | 10               | 10,9             | 39,1             | 33,3             | 74,4             | 2,5              | 0,6              | 0,2              | 0,1              | 3,5              | Не участвовал  | Не участвовал  | Не участвовал  | Не участвовал  | Не участвовал  | Не участвовал  | Не участвовал  | Не участвовал  | Не участвовал  | Не участвовал  | Не участвовал  |
| Наведите курсор мыши на аббревиатуры в заголовке таблицы, чтобы прочесть их расшифровку. |             |                  |                  |                  |                  |                  |                  |                  |                  |                  |                  |                  |                |                |                |                |                |                |                |                |                |                |                |